# Phytocoris bakeri
Phytocoris bakeri är en insektsart som beskrevs av Reuter 1909. Phytocoris bakeri ingår i släktet Phytocoris och familjen ängsskinnbaggar. Inga underarter finns listade i Catalogue of Life.